# 허재석
허재석(1932년~2021년 11월 2일)은 대한민국의 군인이다.
한국 전쟁 기간 동안 수도사단 26연대 1대대 1중대 2소대에서 복무하다 포로가 되었다.
그 후 북한에 강제 억류되었다가 탈북하여 2000년 대한민국으로 귀환하였으며 2008년 회고록 내 이름은 똥간나새끼였다을
출간하였다.

## 같이 보기
- 6.25 전쟁의 대한민국 국군 포로

## 참고 문헌
- 살아서 돌아온 국군 포로 허재석의 아오지 탄광 체험 증언